# سيلفين لاندسبيرج
سيلفين لاندسبيرج (بالعبرية: סילבן לנדסברג‏) (بالإنجليزية: Sylven Landesberg)‏ مواليد 10 أبريل 1990 في بروكلين، هو لاعب كرة سلة محترف إسرائيلي أمريكي بدأ مسيرته الاحترافية في سنة 2010 ويحمل الرقم 15. يبلغ طوله 6 قدم 6 بوصة (2.0 م). يلعب مع مكابي تل أبيب لكرة السلة.

## روابط خارجية
- سيلفين لاندسبيرج على موقع الدوري الأوروبي لكرة السلة (الإنجليزية)
- سيلفين لاندسبيرج على موقع الدوري الإسباني لكرة السلة (الإسبانية)
- سيلفين لاندسبيرج على موقع كرة السلة الأوروبية.كوم (الإنجليزية)
- سيلفين لاندسبيرج على موقع DraftExpress.com (الإنجليزية)
- سيلفين لاندسبيرج على موقع كلية كرة السلة في سبورتس رفرنس.كوم (الإنجليزية)
- سيلفين لاندسبيرج على موقع ريلجم (الإنجليزية)
- سيلفين لاندسبيرج على موقع بروبوليرز (الإنجليزية)
- سيلفين لاندسبيرج على موقع سبورتس رفرنس (الإنجليزية)